# カオスシード〜風水回廊記〜
『カオスシード〜風水回廊記〜』（カオスシード〜ふうすいかいろうき〜）は、1996年3月15日に日本のタイトーから発売されたスーパーファミコン用アクションロールプレイングゲーム。
桃源郷「洞天福」を訪れた主人公の若者が、洞仙と呼ばれる仙人になり荒廃した大地を蘇らせる事を目的としている。発売元による公称のジャンルは「ダンジョン育成シミュレーション」となっており、シミュレーションゲーム、アクションゲーム、RPG、アドベンチャーゲームの要素を持つ。
開発はネバーランドカンパニーが行い、プロデューサーは後にPlayStation 2用ソフト『シャイニング・フォース ネオ』（2005年）を手掛けた高田誠、ゲーム・デザインは後にドリームキャスト用ソフト『バーチャアスリート』（2000年）を手掛けた柏木准一、キャラクター・デザインはゲームアーツの『LUNARシリーズ』を手掛けたイラストレーターの船戸明里、音楽はスーパーファミコン用ソフト『エストポリス伝記II』（1995年）を手掛けた塩生康範が担当している。
1998年1月29日にはセガサターンへの移植・改良版として『仙窟活龍大戦カオスシード』が発売された。

## ゲーム内容
ゲームの流れは、龍脈の枯れた大地に仙窟（ダンジョン）を作り、仙獣（モンスター）を召喚して、侵入者（自国の兵士や西欧の傭兵など）を撃退し、仙窟を育て、枯れた龍脈にエネルギーを注ぎ、大地を蘇らせるというものである。作品世界は古代中国風の東洋ファンタジーで、副題に風水を含む通りに、五行思想・干支・風水などが設定に引用されている。その一方で、侵入者に西洋ファンタジーに代表されるような、勇者や戦士、魔術師等も配置されており、東洋と西洋の異文化接触模様なども描かれている。

## スタッフ
- ゲーム・デザイナー：柏木准一
- シナリオ・アシスト：宮田正英
- メイン・プログラマー：小倉唯克
- ダンジョン・スーパーバイザー：鈴木昭弘
- ナチュラル・アーツ・プログラマー：わたなべきよちか
- マップ・デザイナー：黒沢正記
- キャラクター・グラフィック・デザイナー：亀えりか
- ナチュラル・アーツ・デザイナー：柴崎晋一
- 音楽：塩生康範、林克洋、中島享生
- キャラクター・デザイン：船戸明里
- プロデューサー：高田誠
- エース：受田直之

## 評価
ゲーム誌『ファミコン通信』の「クロスレビュー」では合計29点（満40点）、『ファミリーコンピュータMagazine』の読者投票による「ゲーム通信簿」での評価は以下の通り、19.3点（満30点）となっている。
| 項目 | キャラクタ | 音楽 | お買い得度 | 操作性 | 熱中度 | オリジナリティ | 総合 |
| 得点 | 3.0        | 3.4  | 3.0        | 3.3    | 3.3    | 3.4            | 19.3 |

ゲームムック『ハード末期に発売された名作ゲーム集』では「独自の操作さえ理解すれば、やりこむほどにドハマリする」と評されている。